# توبیاس وایس
توبیاس وایس (انگلیسی: Tobias Weis؛ زادهٔ ۳۰ ژوئیهٔ ۱۹۸۵) یک بازیکن فوتبال اهل آلمان است.
از باشگاه‌هایی که در آن بازی کرده‌است می‌توان به بوخوم، تیم ملی فوتبال آلمان، باشگاه فوتبال هافنهایم، اینتراخت فرانکفورت و بوخوم اشاره کرد.